# Mary Noticias
Mary Noticias és una sèrie d'historietes publicada entre 1962 i 1971 per l'editorial Ibero Mundial, amb guions de Roy Mark (pseudònim de Ricardo Acedo) i Flores Lázaro, il·lustrada amb dibuixos de Carme Barbarà.
El còmic, que fou un dels primers en donar a la dona rellevància professional, va tenir problemes amb la censura espanyola de l'època, «perquè presentava una noia independent que treballava en un emissora de televisió en una època en què a tot l'Estat n'hi havia només una, i a temps parcial», segons l'especialista de còmic Jaume Vidal. La rellevància de la sèrie, segons Vidal, rau en el fet que amb Mary Noticias l'autora «Carme Barberà va capgirar el còmic femení espanyol, fins aleshores farcit de fades i princeps blaus».

## Context i trajectòria editorial
Mary Noticias va ser llançada per Ibero Mundial, dos anys després de Lilian, azafata del aire, amb la qual compartia una visió idealitzada de la vida burgesa per a consum de les classes populars, atès que, com explicava Terenci Moix el 1968: 
Per a la noia que empaqueta bombetes, el periodisme és un somni tan luxós com per a l'oficinista el de ser actriu de cinema. 
La narració d'aventures amb una protagonista femenina fixa era un fet nou a Espanya, encara que en el cas de Mary Noticias es tractés més aviat d'un heroisme fictici, ja que els seus «casos» eren resolts encara pel seu company masculí.
Mary Noticias va tenir, no obstant això, molt més èxit que el seu model, arribant a ser publicada també a França.
El 2010, Edicions Glénat va reeditar les primeres historietes de la sèrie en un sol volum.

## Argument
Mary Cuper Fernández, més coneguda com a «Mary Noticias», és una reportera televisiva que ajuda al misteriós Bruma a investigar i resoldre delictes, mentre es debat entre la seva atracció per Bruma i pel seu promès Maximiliano del Pozo àlies «Max», un advocat amb una vida molt menys aventurera. En realitat, el promès de Mary es fa només el babau, ja que la seva personalitat secreta és la de «Max», sense que Mary Noticias se n'adoni.
| Número | Títol                               | Preu | Data |
| --- | ----------------------------------- | ---- | ---- |
| 1 | «La sombra del pasado»              | 1'50 | 1962 |
| Argument: Durant la festa en què celebra l'aniversari del seu segon matrimoni, la marquesa de Bilette demana consell a Max sobre una carta que ha rebut signada pel seu primer marit, suposadament mort. Al cap de poc, Bruma surt de la seva habitació emportant-se la carta, un collaret i la mateixa Mary, a qui obliga a acudir a la cita a què la carta comminava a la marquesa, suplantant-la. Durant aquesta cita, un intermediari li pren el collaret i li demana més diners en nom del seu primer marit, si no vol que aquest reveli que ha sobreviscut. Quan l'intermediari marxa, Bruma i Mary el segueixen en el seu vehicle i atrapen el segon marit de la marquesa, que era el que estava darrere del xantatge, ja que necessitava els diners per recuperar-se de la ruïna. |                                     |      |      |
| 2 | «El doble vestido de las estrellas» | 1'50 | 1962 |
| Argument: |                                     |      |      |
| 3 | «El museo de los misterios»         | 1'50 | 1962 |
| Argument: |                                     |      |      |
| 4 | «Intriga en alta mar»               | 1'50 | 1962 |
| Argument: |                                     |      |      |